# Đại lý tự
Đại lý tự (大理寺) là một trong quan chế Lục tự. Đại lý tự là cơ quan có nhiệm vụ xét lại những án nặng đã xử rồi, như án về tử tội hay tội lưu rồi gởi kết quả cuộc điều tra qua bộ Hình để đệ tâu lên vua xin quyết định. 
Được áp dụng từ thời Hồng Đức, Đại lý tự giữ vai trò quan trọng về tư pháp. Trong lúc xét những tù hiện giam, phải có quan chức của Đại lý tự.  Nếu người có tội kêu là xét oan, thì quan chức của Đại lý tự phải cùng người có tội biện bách bẻ bác với nhau.  Xong Đại lý tự sẽ cho ý kiến và lập án văn, đưa lên vua xét lần cuối cùng.  Nếu có sự kêu ca về bản án đã xử và nếu được sự chấp thuận của bộ Hình, thì án văn sẽ được Ngũ phủ Đô đốc cùng Ngự sử đài hợp với Đại lý tự duyệt lại.  Trong tất cả mọi trường hợp, trừ trường hợp án tử hình, bản án xử lại được trao trở xuống theo thứ bực để trừng phạt.  Nếu Đại lý tự thấy bản án vô lý một cách hiển nhiên thì sẽ gửi ngay bản án đó cho bản quan khác, hoặc xin quan trong triều định nghị, hoặc sau hết, có thể xin quyết định của vua.
Cũng như các tự khác trong Lục tự, Đại lý tự do quan Tự khanh đứng đầu, Tự thiếu khanh thứ nhì và có các thuộc cấp Chủ sự, Tư vụ, Thư lại giúp việc.
Thời Nguyễn Minh Mạng 8 (1827), triều đình chuẩn định quan chế Đại lý tự khanh trật Chánh tam phẩm, Đại lý tự thiếu khanh trật Chánh tứ phẩm, Viên ngoại lang 1 viên, Chủ sự 2 viên, Tư vụ 2 viên, Bát phẩm thư lại và Cửu phẩm thư lại đều 4 viên. Vị nhập lưu thư lại 20 người (năm Thiệu Trị 2 (1842), định lại ngạch là 12 người).
Bắt đầu từ thời Nguyễn Minh Mạng, Đô sát viện, Đại lý tự, Bộ Hình là 3 cơ quan trong Tam pháp ty tạo thành hệ thống tư pháp thời Nguyễn. Các quan Thông chính sứ, Đại lý tự khanh, Đô sát viện Hữu đô ngự sử, và 6 vị Thượng thư Lục Bộ, hợp thành Cửu khanh của triều đình nhà Nguyễn.
Thời Nguyễn, riêng Hồng lô tự (lo việc tiếp đón sứ đoàn các nước) và Thượng bảo tự (lo việc văn phòng, ấn tín giúp vua) có chức trách thường trực, các chức điều hành trong những tự khác như chức Tự khanh, Tự thiếu khanh thường trao cho các quan trong Lục bộ điều hành tạm thời trong một thời gian, không có chức vụ nhất định.